# Scintillements
Scintillements (sous-titré : « Intégrale des nouvelles ») est un recueil de 37 nouvelles de science-fiction d’Ayerdhal, publié en 2016 aux éditions Au diable vauvert et préfacé par Pierre Bordage.

## Liste des nouvelles

### Mat, mat, mat
- Publication : nouvelle inédite, écrite avec Bruno soulier (frère de l’auteur) en 1986.
- Situation dans le recueil : pages 11 à 18.
- Résumé : Dans un pays non précisé, deux joueurs d'échecs s'affrontent. Après une fuite éperdue, l'un des deux est terrassé, et le gagnant jouit de sa victoire. Mais dans une autre dimension supérieure se joue une autre partie d'échecs. Lorsque l'un des deux joueurs perd, cela entraîne la désintégration du premier monde, qui n'était que la représentation dans une infra-dimension de la partie d'échecs jouée dans la vraie dimension. À moins qu'il n'y ait d'autres dimensions supérieures ?
- Liens externes :
  - Fiche sur Noosfère

### Lettre d'Anamour
- Publications : 
  - Recueil Planètes à vendre n°14, 1992.
  - Recueil Millefeuille littéraire, Librairie Bédéciné, février 2015.
- Situation dans le recueil : pages 19-20.
- Résumé : Cette micronouvelle de deux pages est une lettre envoyée en l'an 2130 par une femme à son amoureux, Miel, qu'elle n'a pas vu depuis longtemps et qui se trouve à l'autre bout du système solaire. Elle espère que son compagnon pense toujours à elle et l'aime encore.
- Remarque : l'auteur propose des néologismes « futuristes », tels : servicitude, pseujour, transpondeur, cataffligé, entresentir, bureaucrasse, promuter, noctembre, eurosecteur, enspacer, sec-lum (seconde-lumière), inventualité, frôlatrer, s'embralascer, cryonef, expédimenté, être furragé, oppriver, convivre, obsavoir, etc.
- Liens externes :
  - Fiche sur Noosfère

### Vieillir d'amour
- Publications : 
  - Recueil « Nous les Martiens » n°23, éd. Infini, 1993.
  - Anthologie La Logique des essaims ; éd. Imaginaires sans frontières, octobre 2001 ; réédition chez J'ai lu n° 7414 en 2004.
  - Anthologie « Chasseurs de fantasmes », éd. Griffe d'encre  (ISBN 978-2-917718-13-1), octobre 2009.
- Situation dans le recueil : pages 21 à 34.
- Résumé : La narratrice, prénommée Christine, est une télépathe âgée de 54 ans mais paraissant 25 ans de moins. Elle raconte comment vingt ans auparavant elle avait vécu une relation sentimentale lesbienne avec Linda, une peintre. Celle-ci avait un fils, Daniel, alors âgé de 13 ans. La narratrice avait découvert l'amour passionné que lui vouait l'adolescent. Elle avait ri de cette passion et avait « joué » avec cette passion qu'elle estimait ridicule. Mais le temps passant, et à mesure que l'adolescent grandissait et mûrissait, elle avait cédé à son amour. Daniel et Christine avaient entamé une relation sentimentale, et les relations sexuelles n’avaient pas tardé à avoir lieu. Il y avait donc une relation à trois entre Christine/Linda et Christine/Daniel (Linda ignorant la relation entre sa compagne et son fils). Mais une nuit où la narratrice et Daniel avaient fait l'amour, elle avait malencontreusement « ouvert son esprit » et Daniel avait découvert ses pouvoirs de télépathie. Il s'était estimé trahi et sa haine et sa colère avaient succédé à l'amour. Depuis, Christine le fuit, et Daniel, devenu aujourd'hui riche et puissant, la traque pour se venger. Mais elle, dotée de ses pouvoirs, a réussi à éviter les assassins de Daniel, qui meurent de crise cardiaque dès qu'elle les repère.
- Liens externes :
  - Fiche sur Noosfère

### L'Adieu à la nymphe
- Publications : 
  - Planète à vendre n°17, 1993.
  - Anthologie La Logique des essaims ; éd. Imaginaires sans frontières, octobre 2001 ; réédition chez J'ai lu n° 7414 en 2004.
- Situation dans le recueil : pages 35 à 45.
- Résumé : Les êtres évoqués dans cette nouvelle sont des êtres humanoïdes ressemblant à des papillons. À un certain moment de leur vie, ils deviennent nymphes, s'entourent de soie et deviennent chrysalides. Après une période de « nymphéalisation » (néologisme), la personne renaît sous une autre forme. Le narrateur est Axen, de sexe mâle, qui aime Maliah. Or cette dernière a entamé son processus de « nymphéalisation », qui la fera devenir Imago, à la fois similaire et radicalement « autre ». Même si le narrateur sait bien que c'est une bonne chose pour Maliah, qui va atteindre un degré supérieur d'existence, cela ne l'empêche pas de ressentir au fond de lui-même une immense tristesse. À bord de cet astronef qui jadis appartenait à l'espèce humaine, Axen reste esseulé avec ses souvenirs et ses souffrances.
- Liens externes :
  - Fiche sur iSFdb
  - Fiche sur Noosfère

### La Troisième lame
- Publications : 
  - Galaxies n°3, décembre 1996.
  - Anthologie La Logique des essaims ; éd. Imaginaires sans frontières, octobre 2001 ; réédition chez J'ai lu n° 7414 en 2004.
- Remarques : 
  - nouvelle la plus longue du recueil (66 pages).
  - la nouvelle est dédie à Bernard Lavilliers et à sa chanson Troisièmes Couteaux, avec la dédicace suivante : Ils sont là à tous les niveraux / C'est le règne des troisièmes couteaux.
- Chronique dans Bifrost n°72.
- Situation dans le recueil : pages 47 à 112.
- Résumé : 
  - L'Homéocratie est un système politique intersidéral issu de la Terre (laquelle est dirigée par l'« Égocratie ») et fédérant près de trois cents mondes et de nombreuses colonies. À la suite de la mort de Ganevaja, un fonctionnaire homéocrate, elle envoie le Médiateur Anthelm Lax sur la planète Melig, petit protectorat colonial de sept millions d'habitants. Anthelm Lax est chargé de faire la lumière sur l'assassinat de Ganevajat et d'anéantir toute éventuelle tentative d'indépendance. Anthelm Lax est le fruit d'une longue lignée de personnes à pouvoirs psychiques et télépathiques.
  - Anthelm Lax rencontre ses partenaires : Lise-Anetyh Brodam (la Gouverneure de la planète), Remenco Pail (le Premier Légat, directeur général de la police), Monteana (l'agent de l'Homéocratie), Élénilar (la Maire de la capitale planétaire). Il commence donc son enquête. Chaque nuit, il lance par vagues ses pouvoirs psychiques. Ses rayons psychiques balayent et sondent les cerveaux des habitants de la planète. Toutefois, à sa grande surprise, il ne détecte aucun signe de rébellion. Au bout de quelques semaines, il entame une liaison sentimentale avec Élenilar, la jeune et jolie maire de Palua, capitale de la planète.
  - Anthelm Lax apprend la vérité du docteur Abeles, qu'il a recherché pendant plusieurs mois. L'homme lui révèle la vérité : les Meligans sont sereins, voire amorphes, non violents et gentils. Cela est dû à un moustique qui libère des hormones dans le sang des habitants. Un trafic d'hormones avait commencé mais a pris fin avec l’assassinat de Ganevaja (assassinat organisé par de hauts responsables du département d'Expansion qui ont voulu mettre fin au trafic).
  - Anthelm Lax convoque les principaux fonctionnaires fédéraux et responsables politiques : pour assurer le bien être de la colonie, il va demander au Conseil Fédéral la mise en quarantaine de la petite planète pendant 50 ans. Il en explique les raisons et les conséquences. Très triste, et furieux contre lui-même en raison de sa décision qu'il devait prendre, il quitte la planète, après des adieux attristés avec Élénilar.
  - Dans un retournement inattendu, on découvre que les habitants de la planète, et donc aussi les fonctionnaires fédéraux et les responsables politiques, étaient tous dotés du même pouvoir psychique qu'Anthelm  Lax, bien qu'à un degré moindre. Chaque nuit, aux prix d'efforts considérables, ils se mettaient à 500 pour contrer ses investigations psychiques et l'empêcher de découvrir la vérité. Leur but était effectivement que la planète soit mise en quarantaine, pour avoir le temps de perfectionner leurs pouvoirs psychiques. Dans un ultime retournement, les Meligans voient arriver un vaisseau spatial. En sortent Anthelm Lax et « La Demoiselle », dotée de pouvoirs psychiques immenses. En sondant l'esprit de son arrière-petit-neveu, elle a compris le plan des Meligans. Loin de leur vouloir du mal, elle veut les perfectionner dans leur approche et leur maniement des pouvoirs psychiques.
- Liens externes :
  - Fiche sur iSFdb
  - Fiche sur Noosfère
  - Fiche concernant la nouvelle, avec critique, sur Noosfère

### Reprendre, c'est voler
- Publications : 
  - « Genèses », éd. J'ai lu, 1996.
  - Anthologie La Logique des essaims ; éd. Imaginaires sans frontières, octobre 2001 ; réédition chez J'ai lu n° 7414 en 2004.
- Situation dans le recueil : pages 113 à 163.
- Remarque : la nouvelle est composé de 24 courtes sections.
- Résumé :
- Liens externes :
  - Fiche sur Noosfère

### Jusqu'ici tout va bien
- Publications : 
  - « 1000 jours pour en finir avec l'an 2000 », Libération, numéro spécial Science-Fiction, 1997.
  - Anthologie La Logique des essaims ; éd. Imaginaires sans frontières, octobre 2001 ; réédition chez J'ai lu n° 7414 en 2004.
- Situation dans le recueil : pages 165 à 170.
- Résumé : Le narrateur est un Africain sans papier. Il vient d'être expulsé de France et a été renvoyé au Soudan. Là, il a été emprisonné par les forces gouvernementales, avant d'être « libéré » par l'opposition ultra-islamique. Il est endoctriné. Il est renvoyé en France, où peut-être il commettra des attentats. Jusqu'ici tout va bien.
- Liens externes :
  - Fiche sur Noosfère

### Aller simple
- Publication : Aller simple pour l'infini, Bibliothèque Publique d'Information, 1997.
- Situation dans le recueil : pages 171 à 175.
- Résumé : Le narrateur explique que le voyage du vaisseau spatial humain a été long : 93 ans au total (37 ans d'accélération, 19 ans de vitesse rapide, 37 ans de décélération). On est en approche d'une planète tellurique détectée depuis la Terre. Durant le voyage, à la suite du dysfonctionnement du système de biostase, les humains se sont énervés, stressés, puis ont fini par s'entretuer. Le narrateur a fini le boulot : il a tué tous les survivants. Puis il a remplacé les paillettes de sperme par son propre sperme. Ainsi, tous les bébés qui naîtront auront 50 % de son patrimoine génétique, et il n'aura qu'à envoyer un message depuis l'ordinateur du vaisseau déclarant à la Terre que la planète est totalement inhabitable.
- Liens externes :
  - Fiche sur Noosfère

### Apoptoses
- Publication : Ozone, n°7, 1997.
- Situation dans le recueil : pages 177 à 181.
- Résumé : Le narrateur est un immigré clandestin. Après avoir dépensé toutes ses économies pour le voyage stellaire clandestin, il a trouvé un boulot éprouvant et mal payé. Puis il a trouvé un autre emploi, puis un suivant. Actuellement, il a trouvé un travail en lien avec son métier d'origine. Il se dit que le monde est mal foutu : il pourrait se mettre à son compte et vivre de son métier ; mais il sait que c'est impossible. Son métier ? Écrivain de romans écrits à la chaîne pour un romancier local à succès.
- Liens externes :
  - Fiche sur Noosfère

### Scintillements
- Publications : 
  - Anthologie « Escales sur l'horizon », Fleuve éditions  (ISBN 2-265-06477-7), mars 1998.
  - Recueil « Inventons la paix », éd. Librio  (ISBN 2-290-33621-1), n° 338, septembre 2003.
  - Recueil « Nouvelles des siècles futurs », éd. Omnibus  (ISBN 2-258-05611-X), août 2004.
  - Anthologie « La Logique des essaims » ; éd. Imaginaires sans frontières, octobre 2001 ; réédition chez J'ai lu n° 7414 en 2004.
- Situation dans le recueil : pages 183 à 204.
- Remarque : la nouvelle est dédiée à Pierre Bordage (« À Pierre Bordage, une manière d'hommage, en hommage à la manière »).
- Résumé : La guerre contre les Batiks, une espèce extraterrestre humanoïde, dure depuis 600 ans. La civilisation des Batiks reste incomprise, leur langue est inconnue, leur culture mystérieuse. On sait seulement qu'ils sont télépathes. Le xénologue Stoane Edgin est requis par le Haut-Commandement militaire : une planète du système stellaire Trence qui appartenait aux Batiks vient d'être conquise, et l'on a besoin de son expertise. Stoane Edgin est pris en charge par les militaires, fait le voyage, et parcourt la planète. Chose étrange, la planète n'a pas été attaquée par les Humains, mais tous les Batiks sont morts. Il réalise ce que les militaires savaient déjà : les Batiks se sont tous suicidés ! On le mène au siège du commandement militaire batik. Dans le sous-sol se trouve un immense hologramme représentant la Voie lactée qui semble raconter l'histoire du conflit humain/batik. On lui demande d'interpréter le message de l’hologramme. Stoane visionne le déroulement de l'hologramme. Son rapport, rapporté par ansible au Conseil des sénateurs de la Terre, est simple : la guerre est terminée, les Batiks capitulent. Quitte à tous se suicider.
- Liens externes :
  - Fiche sur iSFdb
  - Fiche sur Noosfère

### Ce que taisent les miroirs
- Publication : anthologie Science-fiction - Agenda 1999, Eden Production, 1998  (ISBN 2-913245-02-1).
- Situation dans le recueil : pages 205 à 209.
- Résumé : La narratrice est Lya Sixtine. Elle revient chez son père six ans après son départ de la petite ville. La rencontre est tendue. La jeune femme voit arriver une autre femme, quasiment identique à elle. Il s'agit de « Lya Seventeen ». Le père est un fabricant de clones : Lya Sixtine est la 16e clone et Lya Seventeen la 17e.
- Liens externes :
  - Fiche sur Noosfère

### Fin de semaine
- Publication : Le Monde de l'éducation, 1998.
- Situation dans le recueil : pages 211 à 215.
- La nouvelle est dédiée au chanteur Jean-Jacques Goldman ; dans les derniers mots de la nouvelle, l'auteur fait une référence à la chanson Envole-moi du chanteur, sortie en 1984.
- Résumé : Anaïs Link, la narratrice, a la possibilité de décider si Mikaïl Ollanchine, qui a commis de graves délits étant adolescent et qui, libéré dans le cadre d'une libération conditionnelle, a eu un parcours de réinsertion exemplaire, est digne de bénéficier de l'« Endogration », une technologie qui permet de coupler une puce d'« interface neurale » au cerveau, et de rendre ce dernier encore plus performant. C'est le vendredi soir, fin de semaine, et la narratrice n'a pas encore pris sa décision. Mikaïl Ollanchine tente de la convaincre de donner son autorisation pour qu'il bénéficie de l'Endogration. Quand Anaïs Link lui demande ce qu'il attend d'elle, il répond simplement : « Envole-moi » (sous-entendu : « Permets-moi de devenir encore meilleur »). On ignore le sens de la décision d'Anaïs.
- Liens externes :
  - Fiche sur Noosfère

### Passage obligé
- Publication : Revue Futurs, 1998.
- Situation dans le recueil : pages 217 à 219.
- Résumé : le narrateur parle de l'inconvénient d'être pauvre et de le rester, et de tomber malade dans cette société qui vante la santé, la jeunesse, et refuse l'aléa lié à la maladie. Même s'il n'existe pas officiellement, le « casier sanitaire » fait sa loi. Le narrateur a été licencié. Malade, il ne retrouve aucun emploi. « Nous représentons un risque qu'un employeur soucieux de performance ne peut tolérer ». La société déteste les « non-fiables ». Il va être obligé de quitter Paris et de passer dans le « Veld », cette zone réservée aux prolétaires, aux migrants, aux citoyens de seconde zone, aux malades.
- Liens externes :
  - Fiche sur Noosfère

### On vit une époque formidable
- Titre complet : On vit une époque formidable (mais il y a quelque chose de pourri au royaume du Trademark).
- Publication : recueil « Demain sera un autre monde », 1999.
- Situation dans le recueil : pages 221 à 223 ; il s'agit d'une micronouvelle de deux pages et demie.
- Résumé : Le narrateur évoque ce XXIe siècle qu'il ne comprend pas. Par exemple : la fermeture du restaurant MacDonald's et l'ouverture, à sa place, d'une « boucherie végétarienne ». Au bistrot, quand il commande un verre de mâcon, le patron lui annonce que le vin est désalcoolisé. Et que dire de ses filles, âgées de six ans, qui préfèrent étudier à l'école plutôt que faire des balades en famille !
- Liens externes :
  - Fiche sur Noosfère

### Jessie, le retour
- Publications : 
  - Anthologie La Logique des essaims ; éd. Imaginaires sans frontières, octobre 2001 ; réédition chez J'ai lu n° 7414 en 2004.
- Situation dans le recueil : pages 225 à 239.
- Résumé :

### Notre terre
- Publications : 
  - Destination 3001, anthologie (2000).
  - Anthologie La Logique des essaims ; éd. Imaginaires sans frontières, octobre 2001 ; réédition chez J'ai lu n° 7414 en 2004.
- Situation dans le recueil : pages 241 à 258.
- Résumé : La nouvelle alterne entre le « Récit de l'introspect » (créature créée par génie génétique, chargée de purifier les océans pollués et radioactifs de la Terre) et le « Journal de l'extravers » (expédition de jeunes scientifiques humains chargés de vérifier si une partie de l'océan a bien été purifiée). Les jeunes scientifiques font des analyses de l'eau et effectuent des prélèvements, sans se rendre compte qu'ils perturbent le travail de l'Introspect. Celui-ci, qui exécute un programme très précis et méticuleux, se sent agressé par ces inconnus qu’il considère comme des intrus, puis des ennemis. Il les attaque et les tue les uns après les autres.
- Liens externes :
  - Publications en France et en Italie, selon iSFdb
  - « Fiche » sur le site NooSFere

### Jeu de cons
- Publications : 
  - Anthologie La Logique des essaims ; éd. Imaginaires sans frontières, octobre 2001 ; réédition chez J'ai lu n° 7414 en 2004.
- Situation dans le recueil : pages 259 à 270.
- Remarque : la nouvelle est dédiée à « Fred Daumas ».
- Résumé :

### Pollinisation
- Publications :
  - Anthologie La Logique des essaims ; éd. Imaginaires sans frontières, octobre 2001 ; réédition chez J'ai lu n° 7414 en 2004.
- Situation dans le recueil : pages 271 à 322.
- Résumé :

### Éloge du déficit
- Publications : 
  - Anthologie La Logique des essaims ; éd. Imaginaires sans frontières, octobre 2001 ; réédition chez J'ai lu n° 7414 en 2004.
- Situation dans le recueil : pages 323 à 344.
- Résumé :

### Le Réveil du croco
- Publication :
- Situation dans le recueil : pages 345 à 355.
- Remarque : la nouvelle est dédiée à Jean-Daniel Brèque.
- Résumé :

### La Complexité et ses avatars
- Publication :
- Situation dans le recueil : pages 357 à 362.
- Résumé :

### Dépossessions
- Publication : Noirs Scalpels, 2005 (pages 43 à 57).
- Situation dans le recueil : pages 363 à 376.
- Résumé : Le narrateur est un homme qui, après un accident de la circulation, est tombé dans le coma et a été cryogénisé. Il évoque son accident, la mort de ses cinq accompagnants et expose que, bien qu'en mort cérébrale, il est demeuré conscient et entend tout ce qui se dit autour de lui. Ce narrateur se révèle être le président des États-Unis. Les monologues de son épouse, lorsqu'elle vient le voir près du caisson de biostase, lui apprennent qu'elle a des ambitions politiques personnelles. Mais le monologue de son vice-président qui vient aussi se recueillir lui apprend que son accident de la route n'était pas fortuit, qu'il avait été prémédité, et qu'il va permettre au vice-président d'être président alors qu'il n'aurait pu jamais l'être en temps normal. Le narrateur apprend aussi qu'une intervention médicale future destinée à le sortir de la cryogénisation va, « par mégarde », se dérouler de telle manière qu'il va mourir durant l'intervention.

### Loin sans départ
- Publication :
- Situation dans le recueil : pages 377 à 391.
- Résumé :

### Les Seigneurs de la firme
- Publication :
- Situation dans le recueil : pages 393 à 420.
- Résumé :

### Paysage urbain
- Publication :
- Situation dans le recueil : pages 421 à 439.
- Résumé :

### RCW
- Publication : Recueil Utopiales 2012, éd. ActuSF, 2012.
- Situation dans le recueil : pages 441 à 492.
- Remarque : « RCW » fait référence aux initiales de l'auteur Roland C. Wagner.
- Résumé :
- Liens externes :

### The Ghost (and the) Writer
- Publication : nouvelle inédite, écrite en 2014.
- Situation dans le recueil : pages 493 à 496.
- Résumé : La narratrice est une romancière qui dans une douzaine de jours va recevoir un important prix littéraire. Mais un événement survient, auquel elle ne s'attendait pas : son agente littéraire, sa conseillère, sa correctrice, son amie, va devenir son assassin quand elle organise un accident de la route au cours duquel la narratrice trouve la mort. Devenue fantôme, elle suit la vie de son agente littéraire. Celle-ci représente la narratrice lors de la cérémonie de remise du prix littéraire, puis annonce la parution d'un nouveau roman censé avoir été écrit en collaboration avec les deux femmes. Elle publie un troisième roman sous son nom propre, et elle reçoit le même prix littéraire que la narratrice. D'où le titre de la nouvelle qui, en français, donne : « Le Fantôme (et l') Écrivain ». L'agente littéraire prend peu à peu sa place auprès de ses relations de travail, de ses amis, de ses enfants, de son mari, qu'elle va épouser. Même le chat est sur le point de céder : les chats aiment la routine, et l'agente littéraire lui en propose une, qui vaut bien celle de la narratrice.
- Liens externes :
  - Fiche sur Noosfère

### L'Autre moitié d'une vie
- Publication : recueil Bruxelles noir, éd. Adphalte, 2015.
- Situation dans le recueil : pages 497 à 510.
- Résumé :

### La Nuit de la Calamitaine
- Coauteur : Sara Doke.
- Publication : Star Ouest, 2015.
- Situation dans le recueil : pages 511 à 519.
- Remarques : 
  - la nouvelle est dédiée à Laurent Whale.
  - Le nom du titre « Calamitaine » fait référence à Calamity Jane. Dans l'avant-dernière ligne de la nouvelle, la cible appelle la narratrice « mon Canary » et la vraie identité de Calamity Jane était Martha Cannary.
- Résumé : Dans un monde stellaire loin de la Terre, la narratrice est une femme-cyborg chargée de tuer ou de blesser les cibles désignées par ses commanditaires. Aujourd'hui, sa mission est de se charger de « Fils De » (son identité concrète importe peu). Dans un décor de western spatial, elle vit diverses aventures : entrée dans le saloon, repérage de la cible, enlèvement de celle-ci, course poursuite, échange de coups de feu et d'armes laser. Dans la dernière page de la nouvelle, on apprend qu'il s'agissait de simulations, et que la narratrice et sa cible résident sur Terre, et se font face dans un décor de simulation électronique, de « space gaming » et d'intelligence artificielle.

### Le Syndrome Potemkine
- Publication : nouvelle inédite.
- Situation dans le recueil : pages 521 à 548.
- Résumé :

### La Revanche de Jessie
- Publication : micronouvelle inédite.
- Situation dans le recueil : pages 549-550.
- Résumé : Le narrateur explique à un éditeur potentiel pourquoi il est venu à New Yoke City : se venger de son père biologique qui avait violé sa mère. Fruit de ce viol, le narrateur compte bien se venger.

### Il est allongé sur le dos, nu, immobile
- Publication : micronouvelle inédite.
- Situation dans le recueil : pages 551-552.
- Remarque : Une des rares nouvelles du recueil où l'histoire est racontée d'un point de vue externe, sans narrateur ou narratrice.
- Résumé : L'homme est allongé nu sur le dos, immobile, paralysé. C'est la femme près de lui qui l'a paralysé avec un produit chimique. Elle lui annonce ce qu'on va faire de lui : extraire son cerveau pour s'en servir à équiper des engins d'intelligences artificielles qui fonctionnent à moitié avec des artefacts créés par l'être humain, et à moitié avec de la matière neuronale.

### Mon mari est cyberurgien, je suis nanogicienne
- Publication : nouvelle inédite.
- Situation dans le recueil : pages 553-554.
- Résumé : La narratrice est « nanogicienne ». Son métier consiste à concevoir des nanotechs qui seront injectés dans des organes malades et qui vont se substituer aux cellules malades. Son époux est « cyberurgien » : lorsqu'un membre est malade, il le remplace par un artefact en titane, en carbone ou en alliage complexe.

### Macrocism
- Publication : micronouvelle de trois pages demeurée inédite.
- Situation dans le recueil : pages 555 à 557.
- Remarque :
  - « Macrocism » est un mot-valise issu de « macro » (géant) et de « cism » (simulation).
  - Une des rares nouvelles du recueil où l'histoire est racontée d'un point de vue externe, sans narrateur ou narratrice.
- Résumé : Considérations générales sur un jeu vidéo géant et planétaire de combat spatial.

### Pourquoi pas?
- Publication : nouvelle inédite.
- Situation dans le recueil : pages 559 à 564.
- Résumé :

### Entre deux mondes, les déplacements
- Publication : micronouvelle de moins de deux pages demeurée inédite.
- Situation dans le recueil : pages 565-566.
- Résumé : Considérations générales sur le « coût de déplacement » entre deux endroits. La première moitié de la nouvelle évoque les difficultés de déplacements entre deux mondes stellaires très éloignés et la difficulté de quitter l'un pour rejoindre l'autre ; la seconde moitié de la nouvelle évoque deux personnes qui ont du mal à quitter leur hutte en torchis.

### Les Mille derniers jours
- Publication : micronouvelle de moins de deux pages demeurée inédite.
- Situation dans le recueil : pages 567-568.
- Résumé : Dans une première partie, considérations générales sur les mille derniers jours du millénaire. Dans la seconde partie, discussion entre deux hommes sur la capacité de dire des choses sur les réseaux sociaux d'internet sans savoir qui les a dites et qui les recevra.

## Interviews
Le recueil se termine par des interviews :
- Interview de l'auteur par ActuSF, janvier 2000 (pages 571 à 575)
- Interview de l'auteur par ActuSF, juin 2003 (pages 577 à 579)
- Interview de l'auteur par ActuSF, avril 2004 (pages 581 à 584)
- Interview de l'auteur par Fantastinet, mai 2004 (pages 585 à 590)
- Interview de l'auteur par ActuSF, septembre 2004 (pages 591 à 602)
- Interview de l'auteur par Voix du futur, 2010 (pages 603 à 676)
- Interview de l'auteur par ActuSF, juin 2012 (pages 677 à 685)
- Interview de l'auteur par ActuSF, mars 2013 (pages 687 à 693)
- Interview de l'auteur par Daily Mars, octobre 2015 (pages 695 à 701)